# 13 (pel·lícula de 2010)
13 (títol original en anglès: 13) és una pel·lícula estatunidenca del 2010, doblada al català i produïda pel director georgià Gela Babluani. És un remake de la seva pròpia pel·lícula 13 Tzameti estrenada el 2005.

## Argument
Vince, un jove que va malament de diners, es troba embarcat en un joc de ruleta russa.

## Repartiment
- Alexander Skarsgård: Jack
- Jason Statham: Jasper
- Mickey Rourke: Jefferson
- David Zayas: Inspector Larry Mullane
- Emmanuelle Chriqui: Aileen
- Ben Gazzara: Schlondorff
- Ray Winstone: Ronald Lynn
- Michael Shannon: Henry
- Emmanuelle Chriqui: Aileen
- 50 Cent: Jimmy
- Gaby Hoffmann: Clara
- Sam Riley: Vince
- Chuck Zito: Ted
- Don Frye: l'entrenador al ring
- Anthony Chisholm: M. Gomez

## Rodatge
El rodatge va començar el 2008 i es va desenvolupar a Nova York i la seva rodalia, més exactament a Crestwood, Fleetwood i Mount Vernon.

## Al voltant de la pel·lícula
- La pel·lícula es va presentar al South By Southwest Film Festival el març de 2010.[4]
- Jason Statham, Mickey Rourke i David Zayas s'han trobat també el 2010 a The Expendables de Sylvester Stallone.
- Chuck Zito i Don Frye tenen la particularitat d'haver estat abans cèlebres boxejadors i lluitadors de lluita lliure.
- Anthony Chisholm, Chuck Zito i David Zayas han treballat a la sèrie de televisió Oz.
- Ray Liotta havia d'encarnar inicialment l'inspector Larry Mullane.[5] Però és finalment David Zayas que ha obtingut el paper.